# Tibulo
Álbio Tibulo (em latim: Albius Tibullus; Gábios, 54 a.C. — Roma?, 19 a.C. (35 anos)) foi um poeta latino.

## Biografia
Ele pertencia à ordem equestre, e era notável por sua boa aparência e elegância. Nascido em Gábios, uma cidade do Lácio, procedia de uma família endinheirada da ordem equestre que sofrera as confiscações do segundo triunvirato. Ele era muito ligado ao orador Marco Valério Messala Corvino, a quem dedicou um famoso panegírico que se conservou,[carece de fontes?] e com quem dividiu a mesma tenda durante a guerra da Aquitânia. Combateu na guerra civil junto a ele no bando de Augusto, mas enfermou e teve de ficar na ilha de Corfu. Recebeu prêmios por seu desempenho militar.
A sua poesia é, porém, pacifista, e tem saudade da paz e da simplicidade dos velhos costumes camponeses romanos. Entre os seus amigos, estiveram, também, outros poetas pertencentes ao círculo de Caio Cílnio Mecenas, como Horácio, Virgílio, Propércio e o novo Ovídio, que dedicou, à sua morte, uma sentida poesia.
De acordo com Suetônio, ele morreu jovem, conforme sua interpretação do seu epigrama:
Aqui também (jaz) Tibulo, companheiro de Virgílio, que a invejosa Morte enviou, em sua juventude, aos Campos Elísios, para que não houvesse mais ninguém para lamentar os amados em elegias, ou cantar as guerras dos reis em versos heroicos
Em latim:
Te quoque Vergilio comitem non aequa, Tibulle,
Mors iuvenem campos misit ad Elysios,
Ne foret, aut elegis molles qui fleret amores
Aut caneret forti regia bella pede.

## Obra
Vários códices atribuem-lhe quatro obras. Conservaram-se dois livros de elegias suas num manuscrito (Corpus Tibullianum) que contém, além disso, um terceiro livro com poemas do círculo de Messala: da poetisa Sulpícia (sobrinha de Messala) e duas elegias atribuíveis talvez a Tibulo.
O primeiro livro, de dez elegias, é dedicado a Délia, uma mulher casada de origem plebeia cujo verdadeiro nome, metricamente equivalente, era Plânia. O segundo é composto de seis poemas dirigidos a Nêmesis, mulher pela qual teria experimentado uma grande paixão; porém, a sua identidade talvez seja fictícia.
Os seus temas preferentes são o amor, doentio e quase romântico, a amizade, a morte e a recusa da guerra, do comércio e da riqueza em prol da vida camponesa simples e tranquila ao lado da amada. A sua predileção pelo bucólico achega-o a Virgílio.
O estilo de Tibulo é claro e clássico, ao contrário do de Propércio, e prescinde da ornamentação mitológica alexandrina.